# Barațcoș
Barațcoș (węg. Barackospatak) – wieś w Rumunii, w okręgu Harghita, w gminie Lunca de Jos. W 2011 roku liczyła 230 mieszkańców.